# Карл II фон Ербах-Ербах
Карл II фон Ербах-Ербах (Франц Карл II Фридрих Лудвиг Вилхелм) (на немски: Karl II Graf zu Erbach-Erbach; Franz Karl Friedrich Ludwig Wilhelm; * 11 юни 1782, Ербах; † 14 април 1832, Ербах, Оденвалд) е от 1823 г. граф на Ербах-Ербах, граф фон Вартенберг-Рот (1809), баварски майор, политик и народен представител във Велико херцогство Хесен.

## Биография
Той е големият син, петото дете, на граф Франц фон Ербах-Ербах I (1754 – 1823) и съпругата му принцеса Шарлота Луиза Поликсена фон Лайнинген-Дагсбург (1755 – 1785), дъщеря на граф Карл Фридрих Вилхелм фон Лайнинген (1724 – 1807) и графиня Кристиана Вилхелмина фон Золмс-Рьоделхайм-Асенхайм (1736 – 1803). По-малкият му брат е неженения Фридрих Кристиан фон Ербах-Ербах-Вартенберг (1785 – 1854), господар на Щайнбах, господар на Щайнбах, баварски кралски генерал-майор, осиновен от граф Лудвиг Колб фон Вартенберг (4 декември 1804).
Баща му Франц I се жени втори път на 14 август 1785 г. в Дюркхайм за графиня Шарлота Луиза Поликсена Колб фон Вартенберг (1755 – 1844), вдовица на Фридрих Август фон Ербах-Фюрстенау (1754 – 1784), дъщеря на граф Фридрих Карл Колб фон Вартенберг (1725 – 1784) и графиня Каролина Поликсена фон Лайнинген-Дагсбург-Харденбург (1728 – 1782). Те нямат деца.
През 1804 г. Карл и по-малкият му брат Фридрих са осиновени от нямащия наследник граф Лудвиг Колб фон Вартенберг (1752 – 1818), братът на Поликсена, втората съпруга на баща му Франц, с което с императорско одобрение от януари 1806 г. те получават допълнителната титла и герб на графовете фон Вартенберг-Рот.
Карл участва от 1800 г. в битки. Края на 1800 г. той е лейтенант в баварската войска. През 1807 г. е майор. Карл е пленен през 1807 г. от пруските войници, но баварците го освобождават малко след това. Връща се през 1809 г. в Ербах като обрист-лейтенант. През 1813 – 1815 г. участва в походите против Наполеон. През 1823 – 1830 г. е народен представител във Велико херцогство Хесен. Той е адютант на баварския крал и получава орден.
Карл II фон Ербах-Ербах умира след дълго боледуване на 14 април 1832 г. на 49 години в Ербах и е погребан в Михелщат. Децата му остават под опекунството на майка им и нейния брат Албрехт фон Ербах-Фюрстенау (1787 – 1851).

## Фамилия
Карл II фон Ербах-Ербах се жени на 6 януари 1818 г. във Фюрстенау за графиня Анна София фон Ербах-Фюрстенау (* 25 септември 1796, Фюрстенау; † 14 юни 1845, Ербах), дъщеря на граф Кристиан Карл фон Ербах-Фюрстенау (1757 – 1803) и графиня Доротея Луиза Мариана фон Дегенфелд-Шонбург (1765 – 1827). Те имат две деца:
- Франц Еберхард (* 27 ноември 1818, Ербах; † 8 юни 1884, Ербах), граф на Ербах-Ербах и Вартенберг-Рот, женен 2 ноември 1843 г. за Клотилда София Адèле Фердинанда Емма фон Ербах-Фюрстенау (* 12 януари 1826, Фюрстенау; † 18 октомври 1871, Ербах)
- Луиза Емилия София (* 30 декември 1819, Ербах; † 14 март 1894, Ербах), неомъжена